# Pardosa inopina
Pardosa inopina este o specie de păianjeni din genul Pardosa, familia Lycosidae. A fost descrisă pentru prima dată de O. P.-cambridge, 1876. Conform Catalogue of Life specia Pardosa inopina nu are subspecii cunoscute.